# Ферекід Леросський
Ферекід Леросський, або Ферекід Афінський — давньогрецький письменник, міфограф та логограф першої половини 5 століття до н. е. Жив наприкінці правління царя Дарія Гістаспа. Народився на острові Лерос, хоча більшу частину життя провів в Афінах. Тому довгий час Ферекід Леросський та Ферекід Афінський вважались різними особами, навіть візантійська енциклопедія 10 століття Суда описує їх окремо.
Збереглися фрагменти його «Історії» — праці, написаної на іонійському діалекті та присвяченої генеалогіям богів, давньогрецьких героїв та іншим персоналіям аж до епохи самого Ферекіда. Вважався найкращим записувачем генеалогій.